# Chattahoochee County
Das Chattahoochee County ist ein County im Bundesstaat Georgia der Vereinigten Staaten. Der Verwaltungssitz (County Seat) ist Cusseta.

## Geographie
Das County liegt in der Region West Georgia und grenzt im Westen an Alabama. Es hat eine Fläche von 651 Quadratkilometern, wovon sechs Quadratkilometer Wasseroberfläche sind und grenzt im Uhrzeigersinn an folgende Countys: Talbot County, Marion County, Stewart County und Muscogee County.
Das County ist Teil der Metropolregion Columbus.

## Geschichte
Chattahoochee County wurde am 13. Februar 1854 aus Teilen des Marion County und des Muscogee County gebildet. Benannt wurde es nach dem Chattahoochee River, der die westliche Countygrenze bildet.

## Sonstiges
Im Chattahoochee County liegt die Fort-Benning-Kaserne, benannt nach General Henry Lewis Benning, die weltgrößte Infanterie-Kaserne, auch genannt West Point of the South.

## Demografische Daten
Laut der Volkszählung von 2010 verteilten sich die damaligen 11.267 Einwohner auf 2.686 bewohnte Haushalte, was einen Schnitt von 2,98 Personen pro Haushalt ergibt. Insgesamt bestehen 3.376 Haushalte.
77,0 % der Haushalte waren Familienhaushalte (bestehend aus verheirateten Paaren mit oder ohne Nachkommen bzw. einem Elternteil mit Nachkomme) mit einer durchschnittlichen Größe von 3,45 Personen. In 53,7 % aller Haushalte lebten Kinder unter 18 Jahren sowie in 12,1 % aller Haushalte Personen mit mindestens 65 Jahren.
33,6 % der Bevölkerung waren jünger als 20 Jahre, 47,6 % waren 20 bis 39 Jahre alt, 12,9 % waren 40 bis 59 Jahre alt und 5,9 % waren mindestens 60 Jahre alt. Das mittlere Alter betrug 24 Jahre. 62,5 % der Bevölkerung waren männlich und 37,5 % weiblich.
68,8 % der Bevölkerung bezeichneten sich als Weiße, 18,8 % als Afroamerikaner, 0,7 % als Indianer und 2,2 % als Asian Americans. 5,0 % gaben die Angehörigkeit zu einer anderen Ethnie und 4,4 % zu mehreren Ethnien an. 12,4 % der Bevölkerung bestand aus Hispanics oder Latinos.
Das durchschnittliche Jahreseinkommen pro Haushalt lag bei 48.488 USD, dabei lebten 9,0 % der Bevölkerung unter der Armutsgrenze.

## Kultur und Sehenswürdigkeiten

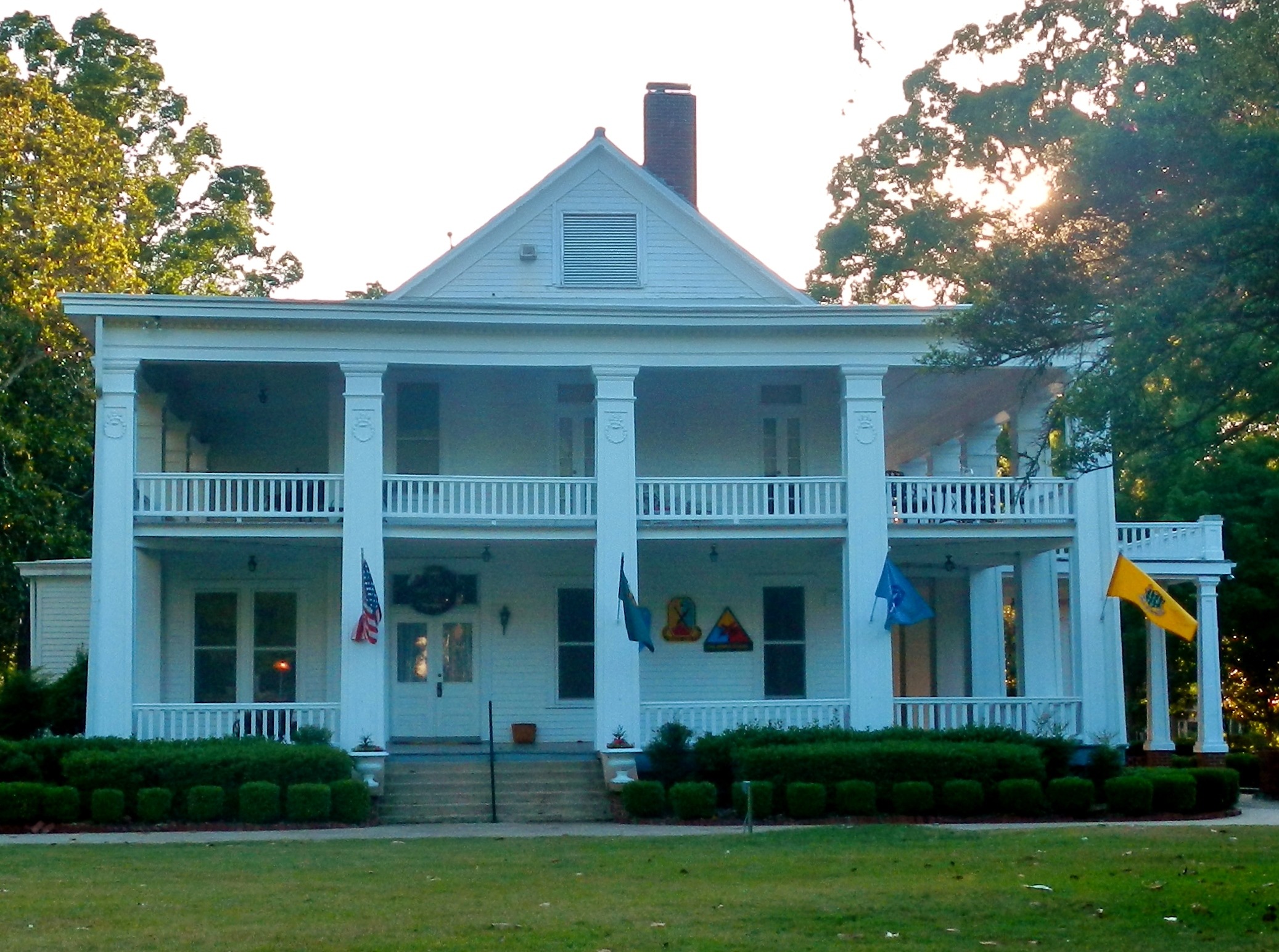
Riverside in Fort Benning (2012). Dieses Anwesen diente als Residenz für den Kommandanten von Fort Moore und wurde im Jahr 1909 fertiggestellt. Im Mai 1971 wurde es als erstes Objekt im County in das NRHP eingetragen.

Drei Bauwerke im Chattahoochee County sind im National Register of Historic Places („Nationales Verzeichnis historischer Orte“; NRHP) eingetragen (Stand 4. August 2023), neben dem ehemaligen County-Gefängnis sind dies Cusseta Industrial High School und das Anwesen Riverside.

## Orte im Chattahoochee County
Orte im Chattahoochee County mit Einwohnerzahlen der Volkszählung von 2010:
City:
- Cusseta (County Seat) – 12.153 Einwohner